# O Irmão Alemão
O Irmão Alemão é o quinto romance escrito por Chico Buarque, lançado em novembro de 2014 pela editora Companhia das Letras.

## Sinopse
O romance mistura elementos autobiográficos e fictícios acerca da existência de um irmão alemão de Chico Buarque (retratado como Francisco Buarque de Hollander, por vezes chamado de Ciccio), filho de Sergio Buarque de Holanda (no livro retratado como Sergio de Hollander) durante o tempo em que o mesmo morou na Alemanha, e narra a incansável busca empreendida pelo narrador, no intuito de encontrar esse irmão que nunca chegou a conhecer.
A trama se passa, na maior parte do tempo, durante a juventude do narrador, nos anos da ditadura militar, e mostra o cotidiano da família Hollander, cujo pai é um intelectual e bibliógrafo que passa dias inteiros lendo, a mãe, chamada Assunta, é uma italiana dedicada à família e a responsável pela organização da biblioteca de Sergio de Hollander, e os dois filhos, com personalidades distintas, sendo o mais velho de perfil galanteador, enquanto o mais novo (narrador do livro) tem interesse por livros tal qual o pai e se inquieta ao descobrir a existência do irmão alemão quando encontra uma carta de Berlim no meio de um livro.
Esse é o ponto de partida para a busca pelo irmão empreendida e que se desdobra por várias décadas.

## Lançamento em Portugal
O Irmão Alemão, que no Brasil já conta com 100 mil cópias impressas, será o primeiro livro lançado pela Companhia das Letras em Portugal, que em 2015 deverá lançar diversos outros autores brasileiros em terras lusitanas. 

## Prêmios
A obra O Irmão alemão ficou em terceiro lugar na categoria Livro Brasileiro Publicado no Exterior do Prêmio Jabuti de 2017, sob o nome Mijn Duitse Broer com a editora Penguin Random House Uk. 